# Réduction de Clemmensen
En chimie organique, la réduction de Clemmensen permet la réduction de la fonction carbonyle des composés carbonylés aliphatiques ou aromatiques en hydrocarbures saturés en présence de zinc (Zn) amalgamé à du mercure (Hg) dans l'acide chlorhydrique (HCl) bouillant.
Lorsqu'il s'agit de substances peu solubles dans l'eau, on ajoute au milieu réactionnel un co-solvant miscible avec l'eau, comme l'éthanol.
La réduction de Clemmensen est particulièrement utile pour la synthèse d'hydrocarbures à nombre de carbones impairs où la réaction de Wurtz est difficilement utilisable (car cette réaction donne des mélanges quand on l'utilise avec deux réactifs différents).
Il est cependant bon de noter que la réduction de Clemmensen est en pratique de moins en moins utilisée, car elle nécessite l'usage de métaux toxiques. Des méthodes de réduction alternatives existent, comme la Réduction de Wolff-Kishner.

## Historique
En 1913, Erik Clemmensen s'aperçoit que la mise à reflux de cétones ou aldéhydes en présence d'acide chlorhydrique concentré (40%), d'un amalgame de zinc (Zn/Hg) et d'un co-solvant organique hydrophobe (toluène) conduisait à la formation des alcanes correspondants,,.
Ces conditions relativement dures ne permettent cependant pas la réduction de composés sensibles aux conditions acides. L'équipe de Yamamura a par la suite développé des conditions réactionnelles plus douces, basées sur l'emploi de solvants organiques (THF, Et2O, Ac2O, benzène) saturés en acide chlorhydrique ou bromhydrique secs, en présence de zinc activé à 0 °C,,.
En comparaison avec la procédure d'origine de Clemmensen, ces conditions optimisées permettent une réduction plus rapide (moins d'une heure) et peuvent être employées avec des substrats sensibles aux acides ou au chauffage. Pour les composés carbonylés présentant une faible solubilité dans les solvants communément employés pour la réduction, l'ajout d'un co-solvant (acide acétique, éthanol ou dioxane) accroît la solubilité de ces composés et permet à la réduction d'avoir lieu.
On notera toutefois que la réduction de cétones polyfonctionnelles (1,2- 1,3-, 1,4-, 1,5-dicétones, cétones α,β-insaturées, cétones comportant un hétéroatome en α) est plus problématique que la réduction des cétones monofonctionnelles.
On observe souvent un mélange de différents composés, qui comprend notamment des produits de réarrangement.

### Ouvrages utilisés pour la rédaction de l'article
- (en) László Kürti et Barbara. Czakó, Strategic applications of named reactions in organic synthesis : background and detailed mechanism, Amsterdam ; Boston, Elsevier Academic Press, 2005, 758 p. (ISBN 0-12-429785-4)